# Cochlidium nervatum
Cochlidium nervatum är en stensöteväxtart som beskrevs av A. Rojas. Cochlidium nervatum ingår i släktet Cochlidium och familjen Polypodiaceae. Inga underarter finns listade.